# カプコン製ヘリ
カプコン製ヘリ（カプコンせいヘリ）とは、ゲームメーカーカプコンの作品に登場するヘリコプターの扱われ方についてのインターネット・ミーム。同社のゲーム中においてヘリコプターは、しばしば墜落するとのイメージが存在する。

## 概要
1998年発売の『バイオハザード2』では一度、ゲームクリア後にプレイできる裏プレイでゾンビに襲われた警察官がサブマシンガンでヘリコプターの操縦士を誤射、墜落させてしまうシーンがある。ラスボス戦以外において、これ以降『バイオハザード3 LAST ESCAPE』では追跡者のロケットランチャーによって、『バイオハザード4』でもロケットランチャーでヘリが撃墜される。YouTube、ニコニコ動画に『バイオハザードシリーズ』のプレイ動画が投稿されたり匿名掲示板、SNSで話題に挙がり、死亡フラグの一種としてネタにされて広まり、「安心と信頼のカプコン製ヘリ」と呼ばれている。『バイオハザード ガンサバイバー』では主人公がヘリ墜落事故で記憶喪失となり、初代『バイオハザード』のリメイクでもヘリの墜落を示唆するシーンが追加された。
『バイオハザード0』ではラクーンシティへ向かったS.T.A.R.S.のブラヴォーチームが乗ったヘリがエンジントラブルを起こして不時着、大破した。『バイオハザード5』でも空飛ぶクリーチャーにまとわりつかれて撃墜。『バイオハザード6』では4人の主人公それぞれのエピソード全てでヘリが墜落して話題となった。
上記以外のカプコン作品では『スーパーアドベンチャーロックマン』『ディノクライシス』『HELL STRIKE』『鉄騎』『ビューティフル ジョー』『カウンターストライク コンディションゼロ』『デッドライジング』（『デッドライジング4』）『ロスト プラネット 2』『エクストルーパーズ』でもヘリ墜落シーンがある。Behaviour Interactiveの『Dead by Daylight』では『バイオハザード』とのコラボチャプター「プロジェクトW」で『バイオハザード RE:2』を元にしたそれと同様の墜落しているヘリが登場する。
メディアミックス作品では『モンスターハンター』でヘリ型輸送機がモンスターに襲われ墜落、『バイオハザード: インフィニット ダークネス』でもヘリ墜落が描かれている。

## カプコン側の受容
自社のゲームでヘリがしばしば墜落することがネタとなっているのはカプコンも把握しており、ブランドサイトであるバイオハザード ポータルでは「これって私だけ? 『バイオハザードあるある5選』」のうち1つとして「初見のヘリが落ちるか落ちないか、ついつい脳内ジャッジ」を挙げている。
2022年9月1日にバイオハザード公式Twitterで「各所で『バイオハザードのヘリコプターは99％墜落する』という誤った情報が拡散されていますが、実際はそんなことはなく、最新作『バイオハザード ヴィレッジ』時点でも墜落しなかったヘリコプターは多数存在しておりますので、何卒ご認識のほどよろしくお願いいたします」と投稿した。2023年7月7月には『バイオハザード』に登場するヘリの操縦士による体で七夕の願いとして「ヘリコプターの操縦がもっと上手くなりますように」と書かれた短冊の画像が投稿された。2024年4月1日にはカプコンが今までのノウハウを活かして航空事業に参入するというエイプリルフール投稿を行った。同年4月15日のヘリコプターの日には画像認証風の墜落しないヘリクイズを投稿した。
2023年3月23日に公開された『バイオハザード RE:4』のオリジナルアニメPV「バイオ名作劇場 ふしぎの村のレオン」第3話「助けて おじいさん」ではレオンとアシュリーがおじいさんにヘリを作ってもらうが、それにおじいさんが乗ったところ、やはり墜落する。
2023年に行われた第6回カプコン大選挙「カプコンのラスボスと言えば?」で、投票先としてDr.ワイリー、ベガ、アルバート・ウェスカーとともにヘリコプターがあり、3番目となる20パーセントの得票を獲得した。
関連商品としては2021年3月に発売されたカーサインの1つに安全運転を意味するSAFE DRIVEの表記とともにヘリのイラストが描かれたものがある。2021年12月22日発売の『バイオハザード: インフィニット ダークネス』のDVD&Blu-ray Discの封入特典のオリジナルステッカーの1つにヘリのものがあった。2023年12月14日発売の「バイオ名作劇場 ふしぎの村のレオン」のフレークシールの1つにヘリがある。